# Eislebener Straße (Berlin)
Die Eislebener Straße ist eine in der Berliner City West gelegene kleine Wohnstraße. Das Straßenland sowie die nördliche Straßenseite gehören zum Ortsteil Charlottenburg, während die Grundstücke der südlichen Straßenseite im Ortsteil Wilmersdorf liegen. Obwohl sie relativ kurz ist, hinterließen die Goldenen Zwanziger wie in den umliegenden Straßen auch in der Eislebener Straße kulturelle Spuren; die Straße war zeitweise Sitz des Rowohlt Verlages, beherbergte eine bekannte Künstlerkneipe und war Anfang der 1920er Jahre Wohnsitz von Bertolt Brecht.
Im Zweiten Weltkrieg wurden die Gebäude der südlichen Straßenseite stark zerstört. Heute ist die Straße vornehmlich eine Wohnstraße.

## Anlage und Neuer Westen
Die Eislebener Straße wurde im ersten Berliner Bebauungsplan, dem Hobrecht-Plan von 1862, der die planerische Grundlage des gesamten „Neuen Westens“ skizziert, noch nicht ausgewiesen. Sie wurde dann zwischen 1893 und 1896 angelegt und am 14. Februar 1895 nach der Stadt Eisleben benannt, dem Geburts- und Sterbeort Martin Luthers. Die Straße ist rund 270 Meter lang und stellt eine der Verbindungsstraßen zwischen der Rankestraße und der Nürnberger Straße dar. Verwaltungstechnisch gehört die nördliche Straßenseite zum Ortsteil Charlottenburg und die südliche Straßenseite zum Ortsteil Wilmersdorf.

## Die Goldenen Zwanziger

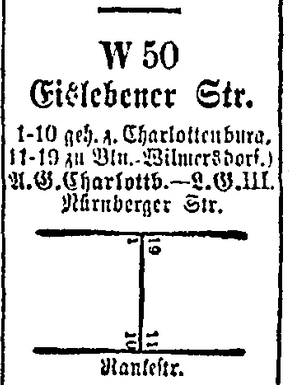
Schema des Straßenverlaufs mit Hausnummern,
Berliner Adressbuch, 1919

Anfang des 20. Jahrhunderts war die Eislebener eine gutbürgerliche Adresse. Wie viele andere der umliegenden Straßen war auch die Eislebener Straße in den 1920er und frühen 1930er Jahren geprägt von der künstlerischen Bohème. In einem ehemaligen Zigarrenladen in der Eislebener Straße 11 residierte das kleine Café „Die Lunte“. Gerhard Bienert nannte sie „wohl die verruchteste, billigste der Künstlerkneipen“, der renommierte Fotograf Umbo fotografierte hier, bekannte Besucher waren Joseph Roth und Géza von Cziffra oder auch Julius Hay.
Während seiner beiden ersten Berlinbesuche von Februar bis März 1920 (den Besuch brach er wegen des Kapp-Putsches ab) sowie vom November 1921 bis April 1922 logierte Bertolt Brecht in der Eislebener Straße Nr. 13 beim Publizisten Frank Warschauer. Von hier aus spann er wichtige Kontakte, die seine ersten Erfolge ermöglichten, so zu den Schriftstellern Hermann Kasack und Arnolt Bronnen oder dem Kritiker Herbert Ihering, und suchte nach ersten Verlagen und Bühnen, die bereit waren mit ihm zusammenzuarbeiten. Von hier schrieb er an eine Freundin „Ich wohne gut, nur etwas kalt“. Das Haus, in dem er wohnte, wurde 1943 im Zweiten Weltkrieg etwas beschädigt, 1954 wiederaufgebaut und ist heute noch erhalten.
Nachdem er seit 1929 seinen Sitz in der nahen Passauer Straße gehabt hatte, zog der Ernst Rowohlt Verlag am 1. April 1935 in die Eislebener Straße 7 um. Es war der letzte Sitz des Verlags in Berlin vor seiner staatlich erzwungenen Übernahme durch die Deutsche Verlagsanstalt ab 1939.

## Nationalsozialismus und Zweiter Weltkrieg

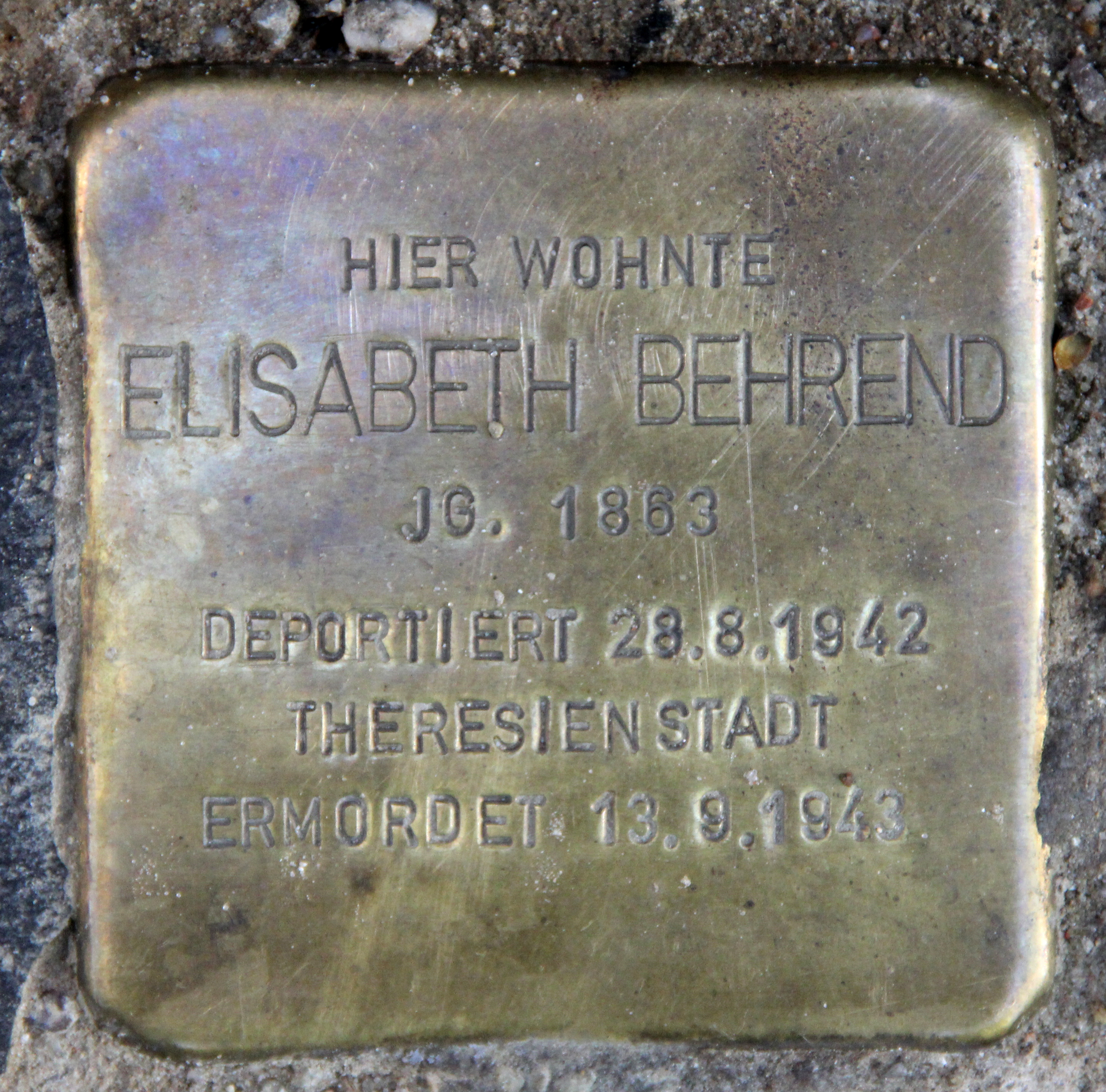
Stolperstein in der Eislebener Straße 4

Der Holocaust erreichte die Eislebener Straße 1942. Zwei Stolpersteine vor den Hausnummern 4 und 9 erinnern heute an Katharina Finder und Elisabeth Behrend, die erst beide 1942 in das KZ Theresienstadt deportiert und 1943 bzw. 1944 dann ermordet wurden.
Im Zweiten Weltkrieg erfuhr die Eislebener Straße starke Schäden durch alliierte Luftangriffe. Bei Kriegsende war die südliche Straßenseite fast vollständig zerstört, die nördliche jedoch kaum betroffen.

## Nachkriegszeit und Gegenwart
Heutzutage ist die Eislebener Straße eine vergleichsweise unauffällige und ruhige Wohnstraße, die vornehmlich von Wohnhäusern und nur wenigen kleinen Hotels und Restaurationen geprägt wird. Am östlichen Ende befindet sich ein Zugang zum 1961 eröffneten U-Bahnhof Augsburger Straße.
Neben den Wohnhäusern gibt es vereinzelt Büros, gastronomische Betriebe und eine Zahnarztpraxis.
In der Eislebener Straße 14 befand sich das Hotel „Brandenburger Hof“, ein kleines Fünf-Sterne-Hotel. Zum Haus gehörte das 2012 mit einem Stern ausgezeichnete Restaurant „Die Quadriga“, dessen ehemalige Küchenchefs u. a. Bobby Bräuer, Sauli Kemppainen und Mario Kotaska waren. Das traditionsreiche Hotel wurde im Jahr 2014 von der „Dormero“ Hotelkette übernommen. Seit Januar 2015 wird das Hotel unter dem Namen DORMERO Hotel Berlin Ku’damm betrieben.